# Ardices suffusa
Ardices suffusa là một loài bướm đêm thuộc phân họ Arctiinae, họ Erebidae.